# Le Garric
Le Garric település Franciaországban, Tarn megyében. Lakosainak száma 1292 fő (2022. január 1.). Le Garric Carmaux, Blaye-les-Mines, Cagnac-les-Mines, Lescure-d’Albigeois, Rosières, Saussenac, Taïx és Valderiès községekkel határos.

## Népesség
A település népességének változása:
| Lakosok száma | 1258 | 1265 | 1278 | 1252 | 1258 | 1270 | 1272 | 1282 | 1292 |
|               | 2013 | 2015 | 2016 | 2017 | 2018 | 2019 | 2020 | 2021 | 2022 |